# Alessandro Battilocchio
Alessandro Battilocchio (n. 3 mai 1977, Roma, Italia) este un om politic italian, membru al Parlamentului European în perioada 2004-2009 din partea Italiei.